# بنك التمويل الفيدرالي
بنك التمويل الفيدرالي ( FFB ) هو مؤسسة حكومية أمريكية ، أنشأها الكونغرس عام 1973 تحت الإشراف العام لوزير الخزانة . تم تأسيسه لتركيز وتقليل تكلفة الاقتراض الفيدرالي، وكذلك الاقتراض بمساعدة الفدرالية من الجمهور. تم إنشائه أيضًا للتعامل مع قضايا إدارة الميزانية الفيدرالية التي حدثت عندما أغرق التمويل خارج الميزانية سوق الأوراق المالية الحكومية بعروض من مجموعة متنوعة من الأوراق المالية المدعومة من الحكومة والتي كانت تتنافس مع سندات الخزينة . تتمتع اليوم بسلطة قانونية لشراء أي التزام صادر أو تم بيعه أو ضمان من قبل وكالة فيدرالية لضمان تمويل الالتزامات المضمونة بالكامل بكفاءة. اعتبارا من سبتمبر 2013 كان لدى 74.2 مليار دولار من الأصول و 69.6 مليار دولار من الالتزامات، لمركز صاف قدره 4.6 مليار دولار.

## روابط خارجية
- الموقع الرسمي